# Hemisphaerius flavus
Hemisphaerius flavus är en insektsart som beskrevs av Butler 1875. Hemisphaerius flavus ingår i släktet Hemisphaerius och familjen sköldstritar. Inga underarter finns listade i Catalogue of Life.